# Olympique Lyonnais
L'Olympique Lyonnais (pronuncia francese: /ɔlɛ̃pik ljɔnɛ/), noto in italiano come Olympique Lione o più semplicemente Lione, è una società polisportiva francese con sede nella città di Lione, nota soprattutto per la sua sezione calcistica. Milita in Ligue 1, la massima divisione del campionato francese.
Fondata nel 1950 a seguito di un dissidio tra le sezioni rugby e calcio del club polisportivo Lyon Olympique Universitaire, la squadra calcistica del Lione partecipa ininterrottamente alla massima serie francese dalla stagione 1989-1990 e ha raggiunto il proprio apice nei primi anni duemila, vincendo la Ligue 1 per sette volte consecutive (dal 2001-2002 al 2007-2008) e divenendo così l'unica società francese a conseguire tale traguardo. Nel 2007 la sezione maschile e quella femminile vinsero i rispettivi campionati, consentendo al club di aggiudicarsi il titolo nazionale con entrambe le sezioni calcistiche, evento senza precedenti in Francia.
Dal 2016 la squadra calcistica del Lione disputa le partite interne nel Parc OL, stanziato nel comune di Décines-Charpieu, ubicato nella metropoli di Lione. Le partite delle selezioni minori del Lione e gli allenamenti della squadra maggiore sono invece svolti nel centro di allenamento Groupama OL.
Dalla fondazione del club i colori sociali sono rosso, blu e bianco, quest'ultimo predominante. Dall'avvento in società del presidente Jean-Michel Aulas, il completo tradizionale del club è una maglietta di colore bianco con strisce verticali rosse e blu. Lo stemma invece presenta una banda orizzontale superiore rossa che menziona su due righe la frase "Olympique Lyonnais". La parte inferiore, tinta di blu, indica le lettere OL foderate con bordature dorate e sfondo bianco; all'interno della lettera O viene raffigurato un leone dorato, simbolo della città di Lione. Il soprannome del club, Les Gones, significa "i ragazzini" nel dialetto regionale arpitano di Lione.
Nel proprio palmarès il Lione annovera 21 trofei nazionali: 7 campionati francesi, 5 Coppe di Francia, una Coppa di Lega francese e 8 Supercoppe francesi, che ne fanno il quarto club più titolato di Francia. A livello internazionale vanta invece una Coppa Intertoto (vinta nel 1997), oltre a dodici partecipazioni di fila alla UEFA Champions League (dal 1999-2000 al 2011-2012), competizione in cui il miglior risultato conseguito è la semifinale (raggiunta nel 2010 e nel 2020).
Forte rivalità sussiste con il Saint-Étienne, con cui il club lionese disputa il cosiddetto derby del Rodano, considerato tra i più importanti derby in Francia, per via della sentita contrapposizione fra le due principali squadre di calcio della regione Alvernia-Rodano-Alpi. Altra importante rivalità è quella con il Marsiglia, denominata Choc des Olympiques.
La holding che controlla il club è quotata presso la borsa Euronext Paris con il nome di OL Groupe (Euronext: OLG). Il club ha anche una sezione femminile, che è la più titolata di Francia e tra le più titolate d'Europa e del mondo.

## Storia
La nascita della squadra di calcio del Lione avvenne dopo un dissidio tra le sezioni rugby e calcio del club polisportivo Lyon Olympique Universitaire, che esisteva già dal 1896 con il nome di Racing Club de Lyon. La sezione calcistica si separò dal resto del club e scelse un nuovo nome, Olympique Lyonnais. Il nuovo sodalizio nacque ufficialmente il 3 agosto 1950.
Nel suo primo mezzo secolo di vita il Lione non riuscì mai a vincere il campionato francese e non fu raro vederlo in seconda serie.
Nel 1951 il Lione vinse il campionato di seconda divisione, assicurandosi la promozione in massima serie. Ad eccezione dell'annata 1953-1954, militò per tutto il decennio in massima serie. Negli anni '60 e '70 il club raccolse modesti successi, grazie al tecnico Lucien Jasseron e a giocatori quali Fleury Di Nallo, Nestor Combin, Serge Chiesa, Bernard Lacombe e Jean Djorkaeff. Nel 1963-1964 la squadra di Jasseron vinse per la prima volta la prima Coppa di Francia, battendo in finale il Bordeaux per 2-0. La gestione Jasseron portò anche a buoni piazzamenti in massima serie fino al 1965-1966, quando il sedicesimo posto finale sancì la partenza del tecnico.
Il subentrante Louis Hon guidò la squadra alla vittoria della sua seconda Coppa di Francia nel 1966-1967, grazie al successo in finale per 3-1 contro il Sochaux. Dal 1968 al 1976 allenò la squadra l'ex calciatore del club Aimé Mignot, che portò i suoi alla vittoria della Coppa di Francia 1972-1973, grazie al successo in finale per 2-1 contro il Nantes.
Attanagliato da problemi finanziari dalla fine degli anni '70, il Lione dovette vendere i suoi migliori calciatori e la crisi sportiva si acuì. Dal 1981 al 1987 si avvicendarono tre allenatori e vari presidenti, ma i risultati sportivi furono scadenti. Retrocesso in Division 2 a causa del diciannovesimo e penultimo posto in campionato nel 1982-1983, il Lione fu rilevato dal presidente Charles Mighirian. Dal 1985-1986 al 1987-1988 la squadra vide sfumare la promozione in massima serie agli spareggi.
Nel giugno 1987 la proprietà del club passò all'uomo d'affari rodanese Jean-Michel Aulas, che grazie a corposi investimenti riuscì ben presto nel proposito di riportare la squadra ai vertici del calcio francese. Grazie alla sapiente guida del tecnico Raymond Domenech, ingaggiato nel 1988, la squadra ottenne dapprima la promozione in massima serie e poi un ottimo ottavo posto in Ligue 1 nel 1989-1990. Nel 1990-1991 il piano di Aulas si realizzò con l'approdo in Europa grazie al quinto posto, che garantì la qualificazione alla Coppa UEFA poiché il Monaco vinse Coppa di Francia, liberando così un posto europeo per i lionesi. Nelle due annate seguenti i risultati del Lione, che ottenne comunque due salvezze, furono al di sotto delle attese e nel 1993 Domenech e il club si separarono.
A Domenech subentrò Jean Tigana, che, dopo un ottavo posto nella stagione d'esordio, nel 1994-1995 ottenne il secondo posto in campionato. Il suo successore, Guy Stéphan, nel 1995-1996 portò la squadra a disputare la finale di Coppa di Lega, persa ai rigori contro il Metz, prima di essere esonerato nella stagione seguente per far posto al direttore sportivo Bernard Lacombe, ex giocatore della squadra. Lacombe rimase in sella sino al 2000, conseguendo un terzo posto in Ligue 1 nel 1998-1999, che valse la prima storica qualificazione alla Champions League. Il terzo posto fu confermato nell'annata successiva.
Negli anni 2000 il Lione stabilì un'egemonia in patria, aggiudicandosi ben 7 titoli nazionali consecutivi, oltre a vari trofei nazionali. A Lacombe, che continuò a lavorare per il Lione come consigliere di Aulas, successe nel 2000 il direttore tecnico Jacques Santini, che passò a ricoprire le vesti di allenatore. Il nuovo tecnico guidò i suoi al secondo posto nel campionato 2000-2001 e alla vittoria, nella stessa stagione, della Coppa di Lega (2-1 in finale contro il Monaco), primo trofeo vinto dal Lione dopo la Coppa di Francia 1972-1973. Il Lione di Santini fece ancora meglio nel 2001-2002, aggiudicandosi il suo primo titolo nazionale, il primo titolo nazionale dal 1944-1945 e l'inizio di un'epopea senza precedenti nel calcio transalpino. All'era Santini seguì il triennio di Paul Le Guen, con cui la squadra vinse tre campionati, tre Supercoppe di Francia e raggiunse per due volte di fila i quarti di finale di UEFA Champions League. Il dominio in patria proseguì anche sotto la gestione di Gérard Houllier, il cui biennio fu impreziosito da due altri titoli nazionali consecutivi (vinti entrambi con un margine larghissimo sulla seconda classificata) e da due altre Supercoppe di Francia consecutive, oltre ad un altro quarto di finale di Champions League. La fugace parentesi di Alain Perrin si concluse con il treble Supercoppa di Francia-campionato-Coppa di Francia, trofei vinti prima del clamoroso divorzio.
Dopo il titolo del 2008, l'egemonia del Lione terminò, anche se la squadra si mantenne ai vertici del campionato nel triennio della gestione di Claude Puel, conclusosi senza trofei ma con uno storico traguardo in Champions League, la semifinale del 2009-2010. Il successivo triennio in cui fu alla guida della squadra Rémi Garde portò in bacheca una Coppa di Francia (2011-2012) e una Supercoppa di Francia (2012-2013). Dal 2014, sotto la guida di Hubert Fournier e poi Bruno Génésio, la squadra si risollevò in campionato, grazie soprattutto ai prodotti del proprio settore giovanile. Nel 2016-2017 raggiunse per la prima volta la semifinale di Europa League. Sotto la guida del nuovo allenatore Rudi Garcia, la squadra raggiunse le semifinali di UEFA Champions League nell'edizione 2019-2020. Seguirono quattro stagioni deludenti, in cui la squadra disputò solo una volta le coppe europee, venendo eliminata nei quarti di finale di UEFA Europa League nell'edizione 2021-2022. Nella stagione 2024-2025 il club raggiunse di nuovo i quarti di finale di Europa League e terminò il campionato al sesto posto, ma a fine stagione fu condannato alla retrocessione in Ligue 2 dalla Direction nationale du contrôle de gestion (DNCG) a causa di irregolarità finanziarie, salvo poi vincere il ricorso in appello e rimanere in Ligue 1.

## Colori e simboli

### Colori

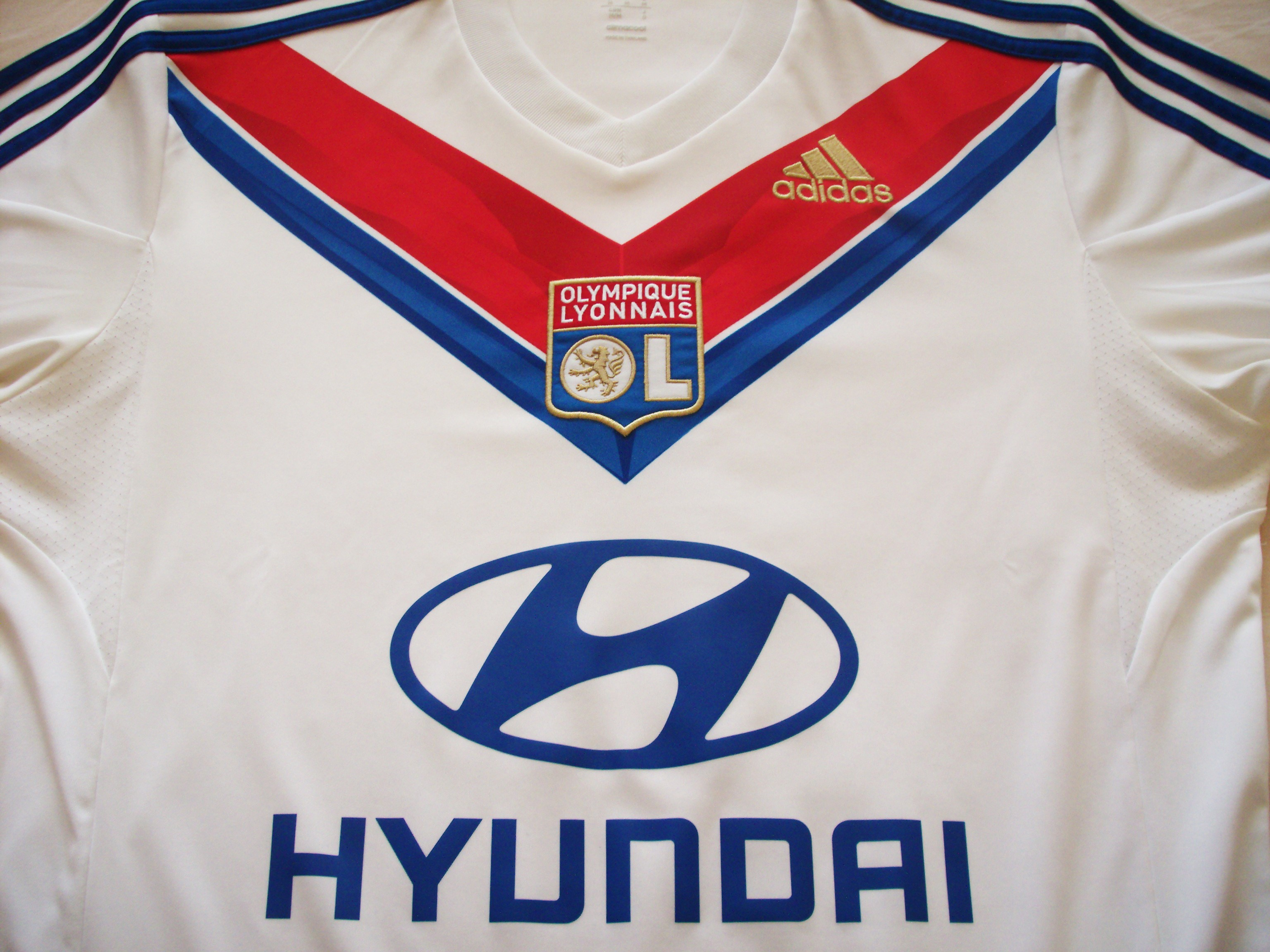
Maglia del 2013-2014. Vi figura la banda a V presente nei decenni precedenti

Dalla fondazione del club i colori sociali sono stati sempre rosso, blu e bianco, quest'ultimo predominante. Nei primi anni della sua esistenza l'Olympique Lyonnais giocava per lo più in completo bianco. Nel 1955 si decise di introdurre una banda rosso-blu all'altezza delle scapole e calzoncini blu. Nel 1961 la banda scapolare fu rimossa e le due strisce orizzontali rosse e blu furono disposte orizzontalmente. Sei anni dopo si tornò all'uniforme totalmente bianca, ma le strisce rosso-blu rimasero intatte, anche se disposte verticalmente e sulla parte sinistra della maglietta. Il Lione indossò per la prima volta la nuova maglia nella stagione 1970-1971 e la mantenne fino al 1975-1976. Per la stagione 2002-2003 il presidente Jean-Michel Aulas annunciò che il club sarebbe tornato a quella divisa, che fu quella ufficiale per sei stagioni fino al 2007, anno del settimo titolo consecutivo.
Nel 1976 la squadra abbandonò la divisa totalmente bianca e passò ad un'uniforme totalmente rossa come quella del Liverpool. La divisa fu mantenuta sino al 1989-1990 tranne che per le stagioni 1977-1978 e 1978-1979, durante le quali furono presenti strisce verticali blu, che ebbero scarso apprezzamento. Nella stagione 1989-1990 il club tornò alla divisa completamente bianca e nella stagione 1995-1996 tornarono le strisce verticali, posizionate stavolta al centro della maglietta e non sulla sinistra. La divisa rimase invariata sino alla stagione 2001-2002. Nella stagione 2009-2010 il Lione tornò alle strisce orizzontali rosse e blu. In Champions League la squadra ha usato vari colori come prima divisa (rosso, blu di varie tonalità, nero, grigio e giallo fosforescente).
| 1955-1961 e 2013-2014 | 1961-1967 e 2012 | 1971-1976 e 2003-2009 | 1976-1978 e 1980-1990 | 1978-1979 | 1998-2001 | 2011 | 2016-2017 |

### Simboli

Stemma in uso dal 1996 al 2022
Stemma utilizzato dal 2006 al 2022
Stemma in uso dal 2022

## Strutture

### Stadio

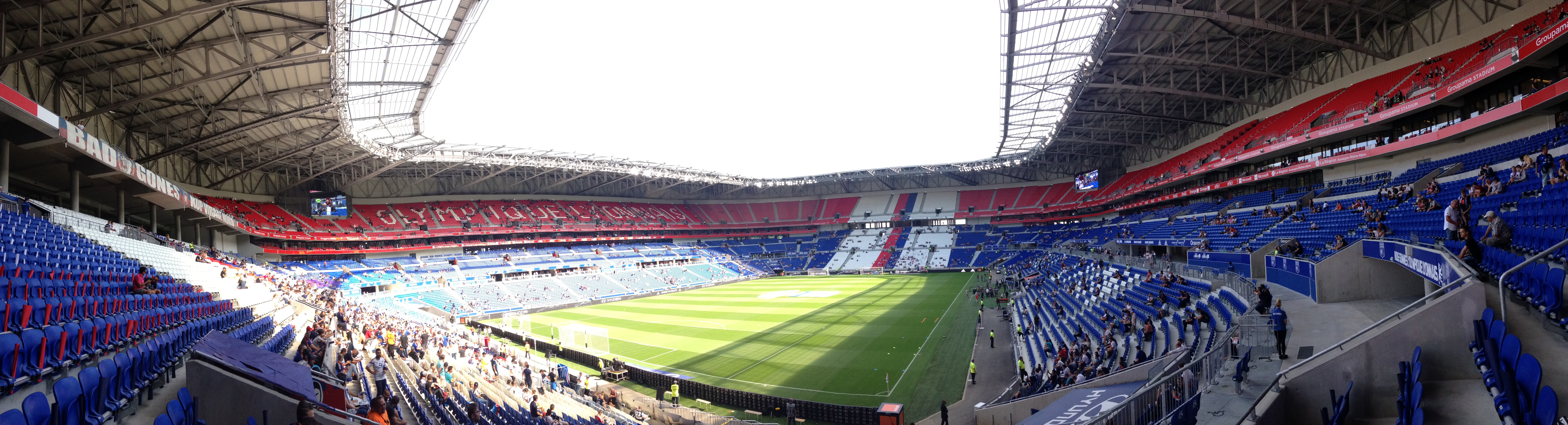
Panoramica del Parc OL.

Dal 2016 il club gioca le partite casalinghe al Parc Olympique Lyonnais, noto semplicemente come Parc OL. Sorge a Décines-Charpieu, centro nella periferia di Lione, e può ospitare fino a 59.186 spettatori. Nella sua giovane storia ha ospitato la finale della UEFA Europa League 2017-2018, che è stata vinta dall'Atlético Madrid, e sei incontri del campionato d'Europa 2016, tra i quali la semifinale tra i futuri campioni del Portogallo e il Galles.
In precedenza il Lione ha giocato nello Stade de Gerland, che prende il nome dall'omonimo quartiere cittadino. Capace di contenere 41.044 spettatori, al suo interno si è tenuta la finale della Coppa delle Coppe 1985-1986 che è stata conquistata dalla Dinamo Kiev. Si sono anche tenuti sei incontri del campionato del mondo 1998, in particolare il quarto di finale che ha visto il successo per 3-0 della Croazia sulla Germania.

## Società

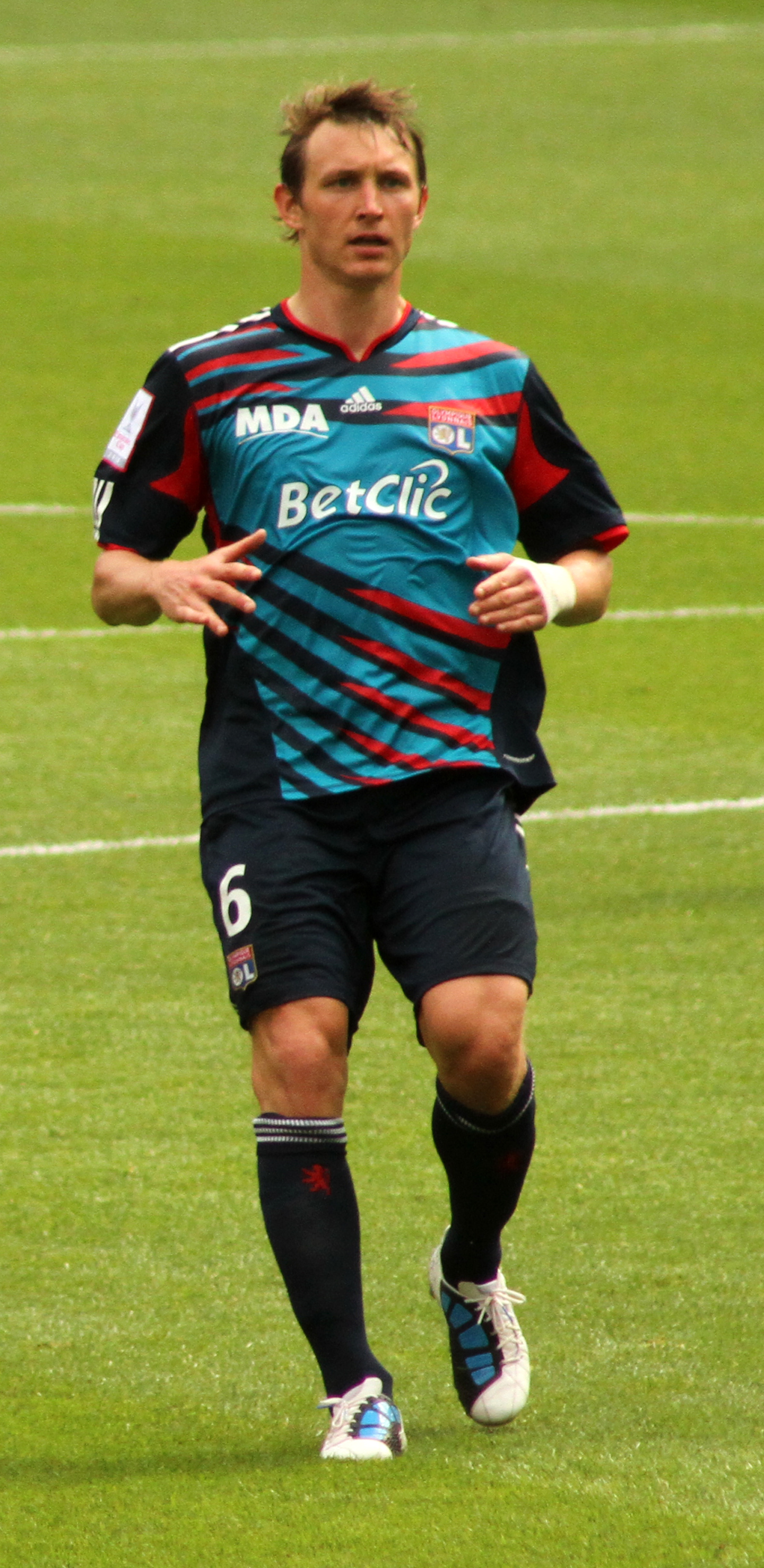
Kim Källström con una seconda maglia del Lione nell'estate 2010

### Sponsor
| Cronologia degli sponsor tecnici - 1984-1993 Duarig - 1993-1998 Nike - 1998-2003 Adidas - 2003-2010 Umbro - 2010-oggi Adidas | Cronologia degli sponsor ufficiali - 1984-1989 Giraudy - 1989-1991 Le69 - 1991-1992 Zenith Data Systems - 1992-1993 Giraudy - 1993-1999 Sodexo - 1999-2001 Infogrames - 2001-2003 Continental AG - 2003-2006 Renault Trucks - 2006-2009 Novotel - 2009-2010 PlayStation 3 - 2010-2011 BetClic - 2011-2012 Everest Poker - 2012-2020 Hyundai - 2020-oggi Emirates |

## Presidenti
Nel 1987 l'imprenditore francese Jean-Michel Aulas diventa presidente della squadra e abbandona questa posizione nel 2023.

## Allenatori
Di seguito è riportata la lista degli allenatori che si sono succeduti alla guida del club nella sua storia.
- 1950-1954  Oscar Heisserer
- 1954-1955  Oscar Heisserer (1 lug.-15 dic.)
 Julien Darui (16 dic.- 30 giu.)
- 1955-1959  Lucien Troupel
- 1959-1961  Gaby Robert
- 1961-1962  Manuel Fernández
- 1961-1962  Lucien Jasseron
- 1966-1968  Louis Hon
- 1968-1972  Aimé Mignot
- 1972-1973  Aimé Mignot,  Kurt Linder (1 lug.-15 mar.)
 Aimé Mignot (16 mar.- 30 giu.)
- 1973-1975  Aimé Mignot
- 1975-1976  Aimé Mignot (1 lug.-15 feb.)
 Aimé Jacquet (16 feb.- 30 giu.)
- 1976-1980  Aimé Jacquet
- 1980-1981  Jean-Pierre Destrumelle
- 1981-1982  Jean-Pierre Destrumelle (1 lug.-15 nov.)
 Vladimir Kovačević (16 nov.- 15 feb.)
 Robert Herbin (16 feb.- 30 giu.)
- 1982-1984  Robert Herbin
- 1984-1987  Robert Nouzaret
- 1987-1988  Robert Nouzaret
- 1988  Denis Papas
- 1988-1993  Raymond Domenech
- 1993-1995  Jean Tigana
- 1995-1996  Guy Stéphan
- 1996-2000  Bernard Lacombe
- 2000-2002  Jacques Santini
- 2002-2005  Paul Le Guen
- 2005-2007  Gérard Houllier
- 2007-2008  Alain Perrin
- 2008-2011  Claude Puel
- 2011-2014  Rémi Garde
- 2014-2015  Hubert Fournier
- 2015-2019  Bruno Génésio
- 2019  Sylvinho
- 2019-2021  Rudi Garcia
- 2021-2022  Peter Bosz
- 2022-2023  Laurent Blanc
- 2023  Fabio Grosso
- 2023-2025  Pierre Sage
- 2025  Jorge Maciel (ad interim)
- 2025-  Paulo Fonseca

## Calciatori

### Vincitori di titoli
Campioni del mondo
- Edmílson (Corea del Sud-Giappone 2002)
- Nabil Fekir (Russia 2018)
- Nicolás Tagliafico (Qatar 2022)

Campioni d'Europa
- Anthony Lopes (Francia 2016)

Campioni d'Africa
- Marc-Vivien Foé (Mali 2002)

Campioni del Sudamerica
- Fred (Venezuela 2007)
- Nicolás Tagliafico (USA 2024)

Calciatori campioni olimpici di calcio
- Bruno Guimarães (Tokyo 2020)

## Palmarès

### Competizioni nazionali
- Campionato francese: 7

2001-2002, 2002-2003, 2003-2004, 2004-2005, 2005-2006, 2006-2007, 2007-2008
- Coppa di Francia: 5

1963-1964, 1966-1967, 1972-1973, 2007-2008, 2011-2012
- Coppa di Lega francese: 1

2000-2001
- Supercoppa francese: 8

1973, 2002, 2003, 2004, 2005, 2006, 2007, 2012
- Campionato francese di seconda divisione: 3

1950-1951, 1953-1954, 1988-1989 (girone B)

### Competizioni internazionali
- Coppa Intertoto UEFA: 1  (record francese a pari merito con Bordeaux, Strasburgo, Guingamp, Auxerre, Bastia, Montpellier, Paris Saint-Germain, Troyes, Lilla, Marsiglia e Lens)

1997

### Competizioni giovanili
- Coppa Gambardella: 4

1971, 1994, 1997, 2022
- Blue Stars/FIFA Youth Cup: 1

2017
- Championnat National U19: 3

1992-1993, 1999-2000, 2004-2005

### Altri piazzamenti
- Campionato francese:

Secondo posto 1994-1995, 2000-2001, 2009-2010, 2014-2015, 2015-2016
Terzo posto: 1973-1974, 1974-1975, 1998-1999, 1999-2000, 2008-2009, 2010-2011, 2012-2013, 2017-2018, 2018-2019
- Coppa di Francia:

Finalista: 1962-1963, 1970-1971, 1975-1976, 2023-2024
Semifinalista: 1955-1956, 2018-2019, 2019-2020, 2022-2023
- Coppa di Lega francese:

Finalista 1995-1996, 2006-2007, 2011-2012, 2013-2014, 2019-2020
- Supercoppa francese:

Finalista 1967, 2008, 2015
- Coppa Charles Drago:

Semifinalista: 1955, 1962
- Campionato francese di seconda divisione:

Secondo posto: 1986-1987 (girone A), 1987-1988 (girone A)
Terzo posto: 1983-1984 (girone A), 1985-1986 (girone A)
- UEFA Champions League:

Semifinalista: 2009-2010, 2019-2020
- Coppa delle Coppe:

Semifinalista: 1963-1964
- UEFA Europa League:

Semifinalista: 2016-2017

## Statistiche e record

### Partecipazione ai campionati e ai tornei internazionali

#### Campionati nazionali
Dalla stagione 1950-1951 alla 2025-2026 il club ha ottenuto le seguenti partecipazioni ai campionati nazionali:
| Livello | Categoria            | Partecipazioni | Debutto   | Ultima stagione | Totale |
| ------- | -------------------- | -------------- | --------- | --------------- | ------ |
| 1º      | Division 1 / Ligue 1 | 68             | 1951-1952 | 2025-2026       | 68     |
| 2º      | Division 2 / Ligue 2 | 9              | 1950-1951 | 1988-1989       | 9      |

#### Tornei internazionali
Alla stagione 2024-2025 il club ha ottenuto le seguenti partecipazioni ai tornei internazionali:
| Categoria                                | Partecipazioni | Debutto   | Ultima stagione |
| ---------------------------------------- | -------------- | --------- | --------------- |
| Coppa dei Campioni/UEFA Champions League | 17             | 1999-2000 | 2019-2020       |
| Coppa delle Coppe                        | 4              | 1963-1964 | 1973-1974       |
| Coppa UEFA/UEFA Europa League            | 16             | 1974-1975 | 2024-2025       |
| Coppa Intertoto                          | 1              | 1997      | 1997            |

### Statistiche individuali
Il giocatore con più presenze nelle competizioni europee è Grégory Coupet a quota 94, mentre il miglior marcatore è Juninho Pernambucano con 18 gol.
Vengono riportati di seguito i calciatori per numero di presenze e gol con la maglia dell'Olympique Lione.
Aggiornato al 17 aprile 2025. In grassetto i giocatori ancora in attività con la maglia del club.
| Record di presenze - 541 Serge Chiesa (1969-1983) - 519 Grégory Coupet (1997-2008) - 494 Fleury Di Nallo (1960-1974) - 490 Yves Chauveau (1964-1975, 1978-1982) - 489 Anthony Lopes (2012-2024) - 424 Aimé Mignot (1955-1966) - 412 Sidney Govou (1999-2010) - 400 Anthony Réveillère (2003-2013) - 391 Alexandre Lacazette (2009-2017, 2022-2025) - 380 Ángel Rambert (1960-1970) - 344 Juninho Pernambucano (2001-2009) | Record di reti - 222 Fleury Di Nallo (1960-1974) - 201 Alexandre Lacazette (2009-2017, 2022-2025) - 149 Bernard Lacombe (1969-1978) - 134 Serge Chiesa (1969-1983) - 100 Juninho Pernambucano (2001-2009) - 95 Bafétimbi Gomis (2009-2014) - 94 Nestor Combin (1959-1964) - 94 Sonny Anderson (1999-2003) - 92 Ernest Schultz (1952-1957) - 82 Lisandro López (2009-2012) |

### Statistiche di squadra
A livello internazionale la miglior vittoria è per 7-0, ottenuto contro i Red Boys Differdange nel primo turno della Coppa UEFA 1974-1975, mentre la peggior sconfitta è invece il 5-1 subito dal Barcellona negli ottavi della UEFA Champions League 2018-2019.

## Tifoseria

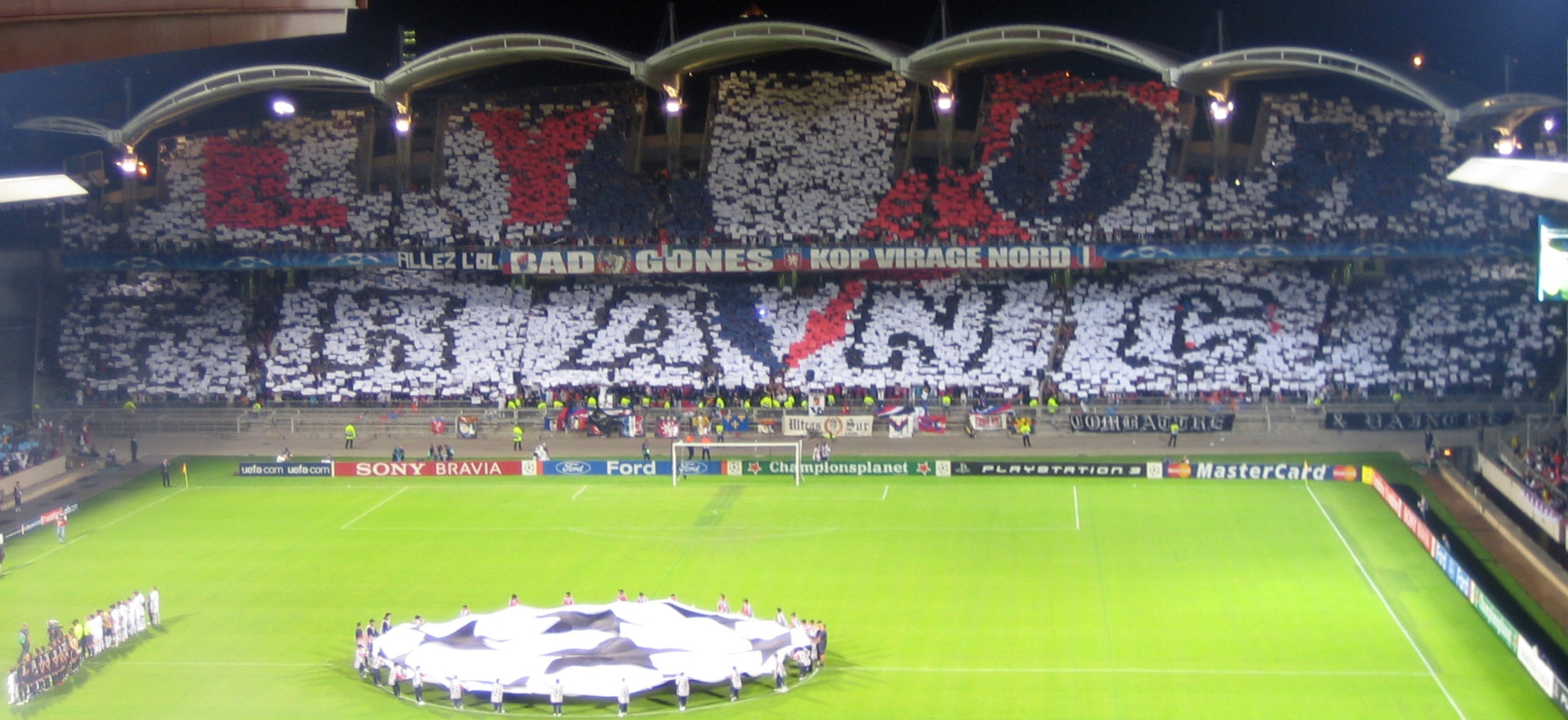
I Bad Gones prima di Lione-Real Madrid del 2006

Il più nutrito gruppo di tifosi dell'Olympique Lyonnais sono i Bad Gones ("Ragazzacci"), costituitisi nel 1987 nei primi tempi della presidenza di Jean-Michel Aulas. Hanno occupato per anni la Virage Nord dello Stade de Gerland e nel 2007-2008 hanno festeggiato il loro ventennale. I Bad Gones sono molto noti anche in Europa, dove hanno seguito le trasferte della loro squadra.
Un altro gruppo di tifosi lionesi è costituito dai Cosa Nostra Lyon, che hanno occupato per anni la Virage Sud dello Stade de Gerland. Si costituirono nel 2007 con la fusione di due gruppi, i Lugdunums, che esistevano dal 1993, e il Nucleo Ultra, formatisi nel 2000. Non sono più riconosciuti ufficialmente dal club, ma sono ancora operativi. Altri gruppi comprendono gli Hex@gones, formatisi nel 2000 e stabilitisi nella Virage Sud, i Gastrogones, che hanno occupato la Tribuna Jean Bouin, e gli O'Elles Club, collocati nella Tribuna Jean Jaurès dello Stade de Gerland.
Tra i gruppi che non hanno sede nella città di Lione ci sono i Gones 58, originari di Nièvre (Borgogna), e i Gones 26, originari del Drôme, nella regione Alvernia-Rodano-Alpi. Tra i gruppi minori figurano Septimagones, Loups Marchois e Dauphigones, originari rispettivamente di Hérépian (Creuse) e dell'Isère.

### Rivalità

#### Rivalità a livello regionale
La più grande rivalità regionale è quella con il Saint-Étienne, che dà vita al Derby del Rodano. Questa rivalità è dovuta alla vicinanza geografica delle due città, separate da soli 62 chilometri. I due club hanno avuto i rispettivi periodi di gloria, con il Saint-Étienne che ha dominato il calcio francese con dieci titoli vinti tra il 1955 e il 1981 e l'Olympique Lyonnais con sette titoli vinti di fila negli anni 2000. Durante gli incontri, il flusso massiccio di tifosi visitanti viene scortato, per la maggior parte, da un convoglio di più di venti autobus supportato dai veicoli della compagnia di sicurezza repubblicana.
Dopo la promozione del Grenoble in Ligue 1, avvenuta nel 2008, si è disputato un altro derby del Rodano-Alpi tra Olympique Lione e Grenoble, per due stagioni.
Al livello locale, l'OL e il Lyon-La Duchère hanno avuto storie opposte, poiché quest'ultimo club ha vissuto all'ombra dell'OL: nel 1992 fu promosso nel Championnat National e in seguito ottenne un posto in Ligue 2, che gli fu negato per carenze economiche. Dopo il fallimento del 1996, il club distrettuale di La Duchère visse anni bui, mentre l'OL conobbe anni di gloria in Ligue 1. Il Lyon-La Duchère sta cercando di ricostruire la squadra reclutando alcuni giovani calciatori dell'OL.

#### Rivalità a livello nazionale
A livello nazionale, accese rivalità coinvolgono l'Olympique Lyonnais e altre compagini in lizza per le prime posizioni della Ligue 1.
Le rivalità più intense riguardano i club con cui il Lione lotta regolarmente per le posizioni di vertice in Francia. La partita che contrappone i lionesi e l'Olympique Marsiglia viene spesso definita "Olympico" o "Shock of the Olympics". Anche la rivalità con il Bordeaux ha avuto una certa importanza, a causa della concorrenza in cima alla classifica delle due squadre durante gli anni 2000. Sono importanti anche gli incontri con il Paris Saint-Germain, specialmente dopo l'emergere del club di Parigi come squadra stabilmente ai vertici del campionato, nei primi anni 2010. Nessuna rivalità è, tuttavia, più sentita di quella con il Saint-Étienne, come dimostrato dagli incidenti ricorrenti che si verificano e dalle drastiche misure di sicurezza osservate nelle partite tra i due club.
Dalla fine degli anni 2010 si è riaccesa una forte rivalità con l'Olympique Marsiglia. Tra le sfide più memorabili vi è a partita dell'8 novembre 2009, disputata allo Stadio di Gerland e terminata con il risultato di 5-5. Il 19 dicembre 2010 Marsiglia-Lione è stata seguita da 2,43 milioni di telespettatori, più di un terzo degli abbonati di Canal+, mentre la partita PSG-Olympique Marsiglia del 7 novembre dello stesso anno è stata seguita da 2,35 milioni di telespettatori. La rivalità tra OL e OM detiene il record storico di audience per la Ligue 1 e per Canal+, con ben 2,93 milioni di spettatori che hanno assistito alla partita del 27 maggio 2009 in TV. Nel maggio 2013 violenti scontri tra i sostenitori di Lione e Marsiglia hanno avuto luogo presso il casello di Bollène, in seguito ad un incontro casuale tra gli autobus delle due tifoserie.
Si segnala anche una rivalità tra i tifosi di Lione e Nizza.

## Organico

### Rosa 2025-2026
Rosa e numerazione, tratte dal sito ufficiale dell'Olympique Lione.
| N. |                           | Ruolo | Calciatore         |
| -- | ------------------------- | ----- | ------------------ |
| 3  | Argentina (bandiera)      | D     | Nicolás Tagliafico |
| 4  | Costa d'Avorio (bandiera) | C     | Paul Akouokou      |
| 7  | Rep. Ceca (bandiera)      | C     | Adam Karabec       |
| 8  | Francia (bandiera)        | C     | Corentin Tolisso   |
| 10 | Rep. Ceca (bandiera)      | C     | Pavel Šulc         |
| 11 | Belgio (bandiera)         | A     | Malick Fofana      |
| 15 | Stati Uniti (bandiera)    | C     | Tanner Tessmann    |
| 16 | Brasile (bandiera)        | D     | Abner              |
| 17 | Portogallo (bandiera)     | A     | Afonso Moreira     |
| 19 | Senegal (bandiera)        | D     | Moussa Niakhaté    |
| 20 | Francia (bandiera)        | D     | Saël Kumbedi       |
| 21 | Paesi Bassi (bandiera)    | D     | Ruben Kluivert     |
| 22 | Angola (bandiera)         | C     | Clinton Mata       |

| N. |                        | Ruolo | Calciatore                |
| -- | ---------------------- | ----- | ------------------------- |
| 23 | Inghilterra (bandiera) | C     | Tyler Morton              |
| 29 | Francia (bandiera)     | A     | Enzo Molebe               |
| 30 | Francia (bandiera)     | P     | Mathieu Patouillet        |
| 32 | Inghilterra (bandiera) | A     | Alejandro Gomes Rodriguez |
| 34 | Francia (bandiera)     | C     | Mahamadou Diawara         |
| 37 | Ghana (bandiera)       | A     | Ernest Nuamah             |
| 40 | Francia (bandiera)     | P     | Rémy Descamps             |
| 44 | Francia (bandiera)     | C     | Khalis Merah              |
| 50 | Mali (bandiera)        | P     | Lassine Diarra            |
| 69 | Georgia (bandiera)     | A     | Georges Mikautadze        |
| 98 | Inghilterra (bandiera) | C     | Ainsley Maitland-Niles    |
|    | Slovacchia (bandiera)  | P     | Dominik Greif             |

### Staff tecnico
- Allenatore:  Paulo Fonseca
- Allenatore in seconda:  Paulo Ferreira
- Collaboratore tecnico:  Jorge Maciel
- Collaboratore tecnico:  Damien Della Santa
- Preparatore portieri:  António Pedro Silva Ferreira
- Preparatore atletico:  Paulo Mourao
- Analyst video:  Nelson Duarte
- Responsabili settore medico:  Jean-Marc Laborderie